# Districte d'Omagh

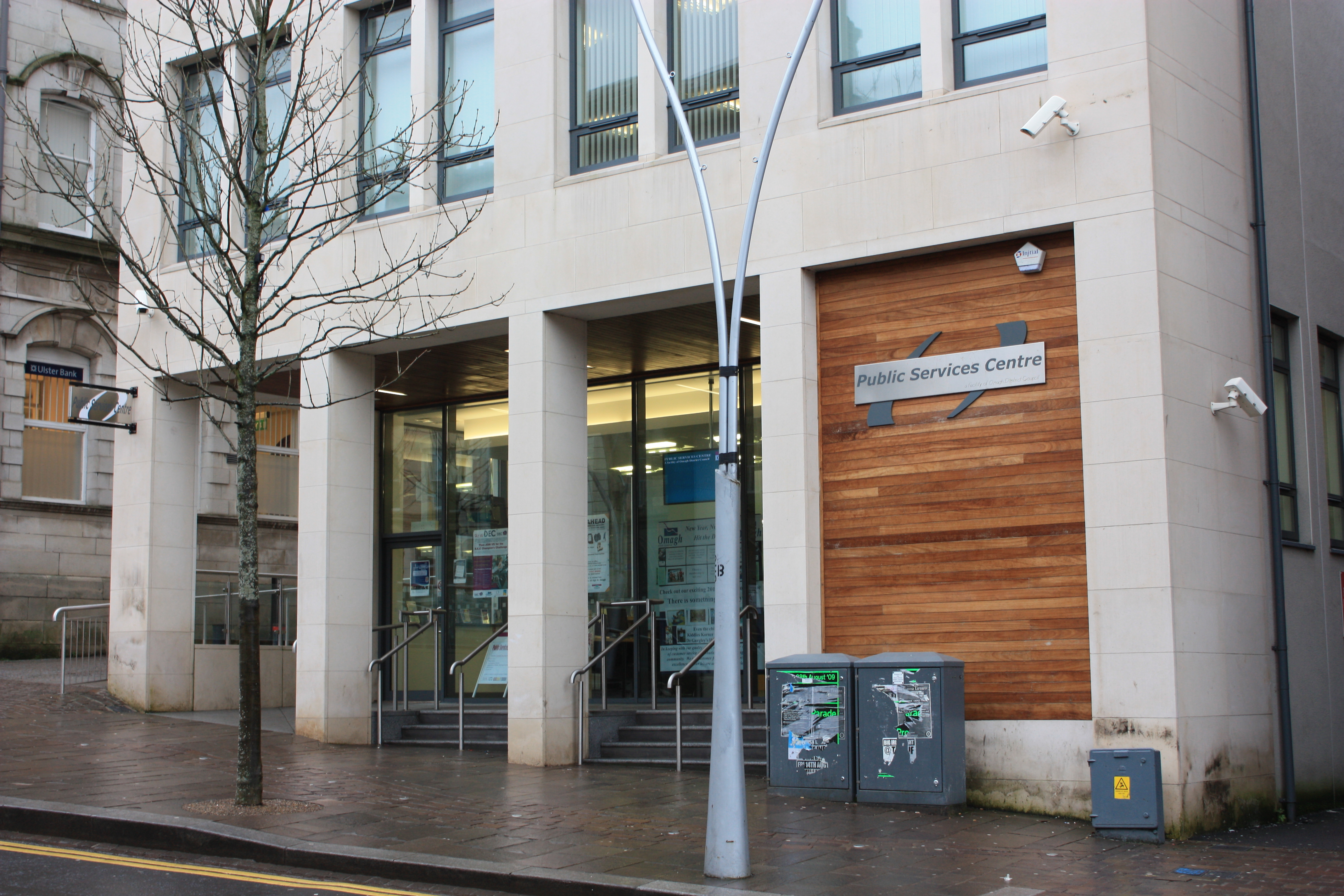
Centre dels Serveis Públics, High Street, Omagh, gener de 2010

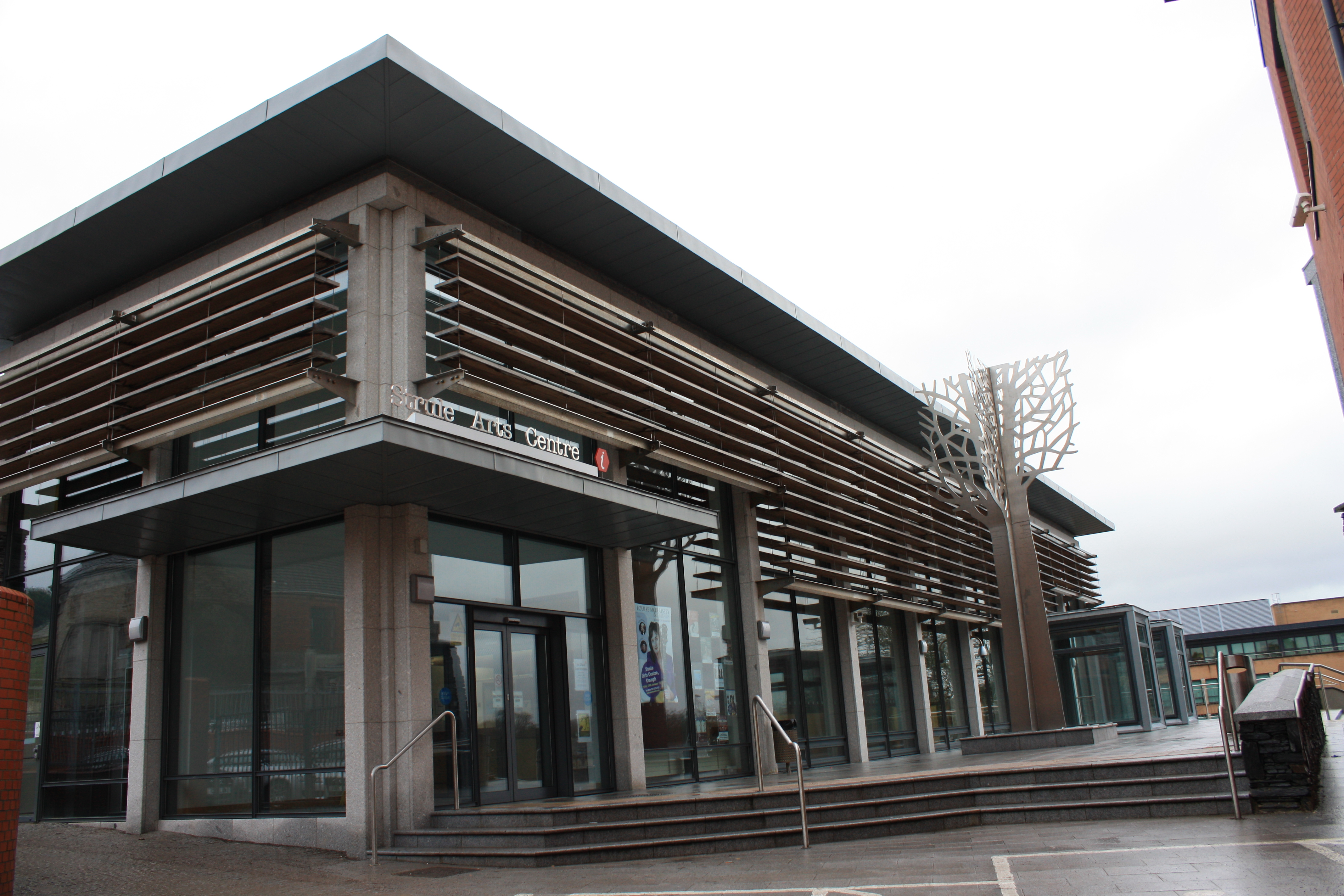
Centre d'Arts Strule, Townhall Square, Omagh, gener de 2010

El districte d'Omagh és un dels districtes en què ha estat dividit el comtat de Tyrone a Irlanda del Nord. La seu és a la ciutat d'Omagh, capital tradicional del comtat de Tyrone. L'àrea del districte té uns 1.100 km², el segon més gran d'Irlanda dle Nord amb una població de 50,000 (25.000 dels quals viuen a Omagh i voltants). Altres viles del districte són Drumquin, Dromore, Trillick, Fintona, Beragh, Carrickmore i Sixmilecross.
El districte fou creat en 1973 i originalment tenia 20 regidors, però després d'una revisió dels límits dels governs locals en la dècada de 1980, el nombre de regidors va ser augmentat a 21. El consell del Districte d'Omagh consta de tres àrees electorals: Omagh Town, Mid Tyrone i West Tyrone. En les últimes eleccions de 2011 van ser elegits els membres dels següents partits polítics: 10 del Sinn Féin, 3 del Social Democratic and Labour Party (SDLP), 3 del Partit Unionista de l'Ulster (UUP), del 3 Partit Democràtic Unionista (DUP) i 2 independents. L'elecció del president i vicepresident del Consell se celebra cada any al juny. L'actual president és Frankie Donnelly (Sinn Féin) i el vicepresident és Ross Hussey (UUP).

## Resultats de les eleccions de 2011
| Partit | Partit                             | escons | canvi +/- |
| ------ | ---------------------------------- | ------ | --------- |
| •      | Sinn Féin                          | 10     | =         |
| •      | Partit Democràtic Unionista        | 3      | =         |
| •      | Partit Unionista de l'Ulster       | 3      | =         |
| •      | Social Democratic and Labour Party | 3      | =         |
| •      | Independent                        | 2      | =         |

## Resultats de les eleccions de 2005
| Party | Party                              | seats | change +/- |
| ----- | ---------------------------------- | ----- | ---------- |
| •     | Sinn Féin                          | 10    | +2         |
| •     | Partit Democràtic Unionista        | 3     | +1         |
| •     | Partit Unionista de l'Ulster       | 3     | =          |
| •     | Social Democratic and Labour Party | 3     | -3         |
| •     | Independent                        | 2     | =          |

## Revisió de l'Administració Pública
En la revisió de l'Administració Pública (RPA), el consell s'ha d'unificar amb el consell de districte de Fermanagh el 2011 per a formar un sol consell per a l'àrea ampliada ambr un total de 2.829 km² i una població de 105.479 habitants. Les següents eleccions tindran lloc en maig de 2009, però el 25 d'abril de 2008, Shaun Woodward, Secretari d'Estat per a Irlanda del Nord anuncià que les eleccions de districte programades per a 2009 serien posposades fins a la introducció dels 11 nous consells en 2011.

## creixement demogràfic
L'àrea del districte (especialment la ciutat d'Omagh) ha experimentat un creixement significatiu en els darrers anys, amb el major augment de població dels anys. Moltes urbanitzacions i zones comercials han sorgit també en els últims temps.
Població:
- 1982: 44.417
- 1992: 46.372
- 2002: 48.919
- 2004: 50.082